# البرتو سورو
البرتو سورو (انگلیسی: Alberto Soro؛ زادهٔ ۹ مارس ۱۹۹۹) بازیکن فوتبال اهل اسپانیا است.
وی همچنین در تیم ملی فوتبال زیر ۱۸ سال اسپانیا بازی کرده‌است.